# Formica integroides
Formica integroides (лат.) — вид муравьёв из группы рыжих лесных муравьёв Formica rufa group (Formica s. str., Formicinae). Ареал — Неарктика.

## Распространение
Северная Америка: Канада, США.

## Описание
Длина менее 1 см.  
Окраска рабочих муравьёв двухцветная, голова и грудка рыжеватые, брюшко чёрное (самцы чёрные). От близких видов отличается многочисленными волосками по краям головы (у Formica propinqua отстоящие волоски там отсутствуют), заострёнными отстоящими волосками тергитов брюшка (у Formica calviceps они притуплённые).
Усики 12-члениковые. Нижнечелюстные щупики 6-члениковые, нижнегубные щупики состоят из 4 сегментов. Стебелёк между грудкой и брюшком состоит из одного членика (петиолюс) с вертикальной чешуйкой. На средних и задних ногах по одной простой шпоре. Жало отсутствует. Обитают в хвойных лесах, гнездятся около гниющих пней или на земле, а также под камнями, муравейники частично покрывают растительными остатками. Семьи многочисленные и агрессивные.

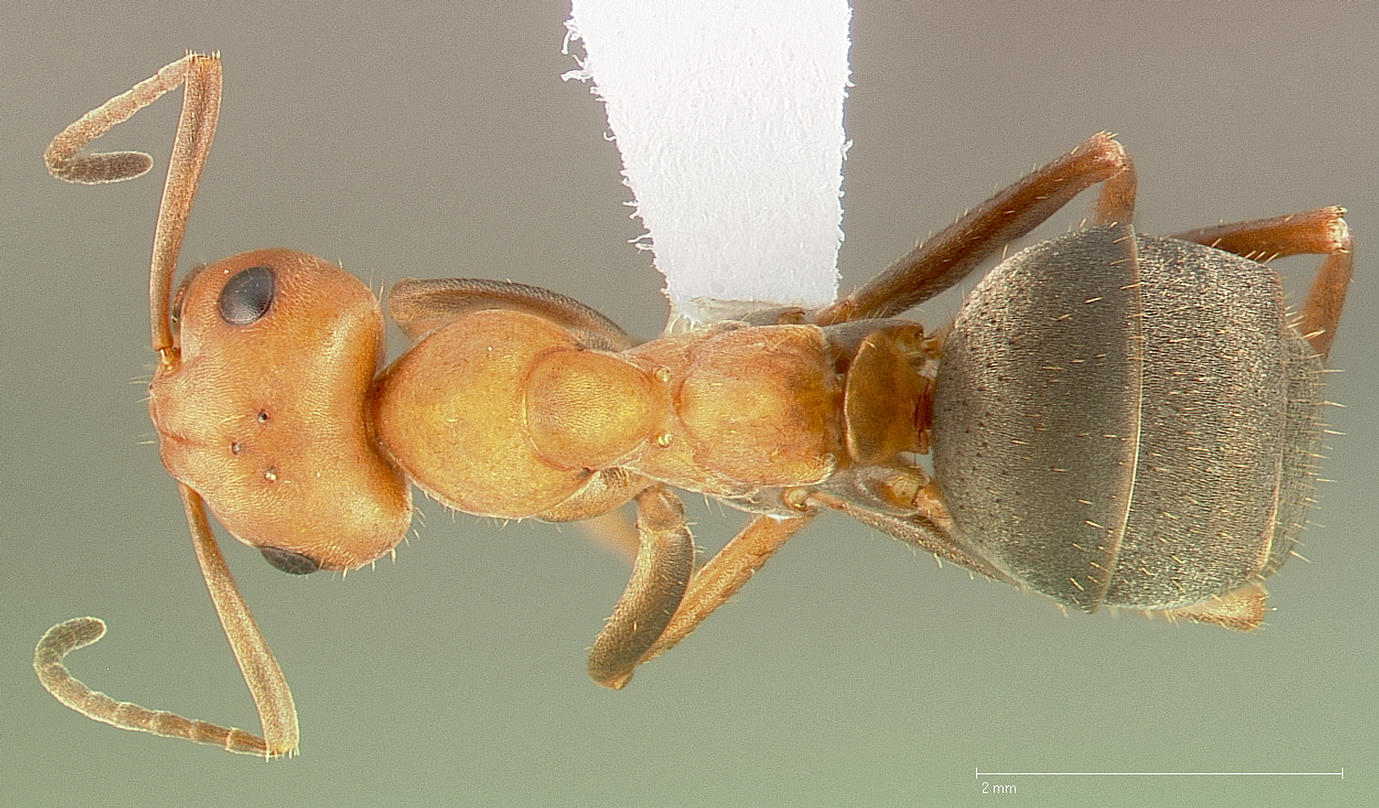
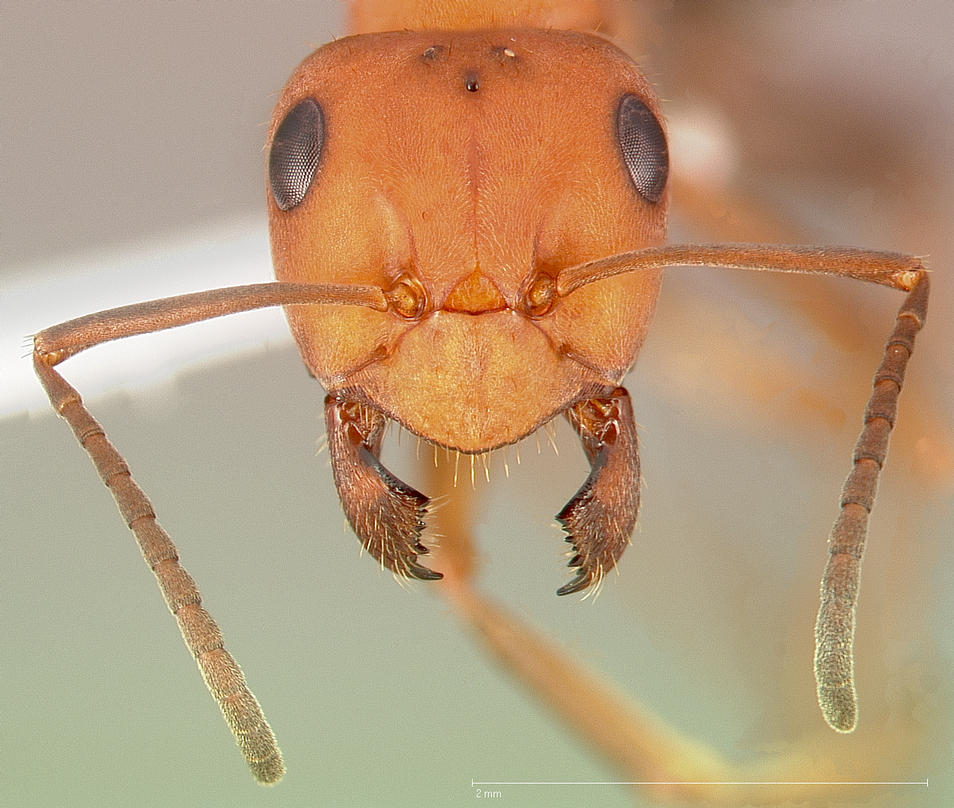
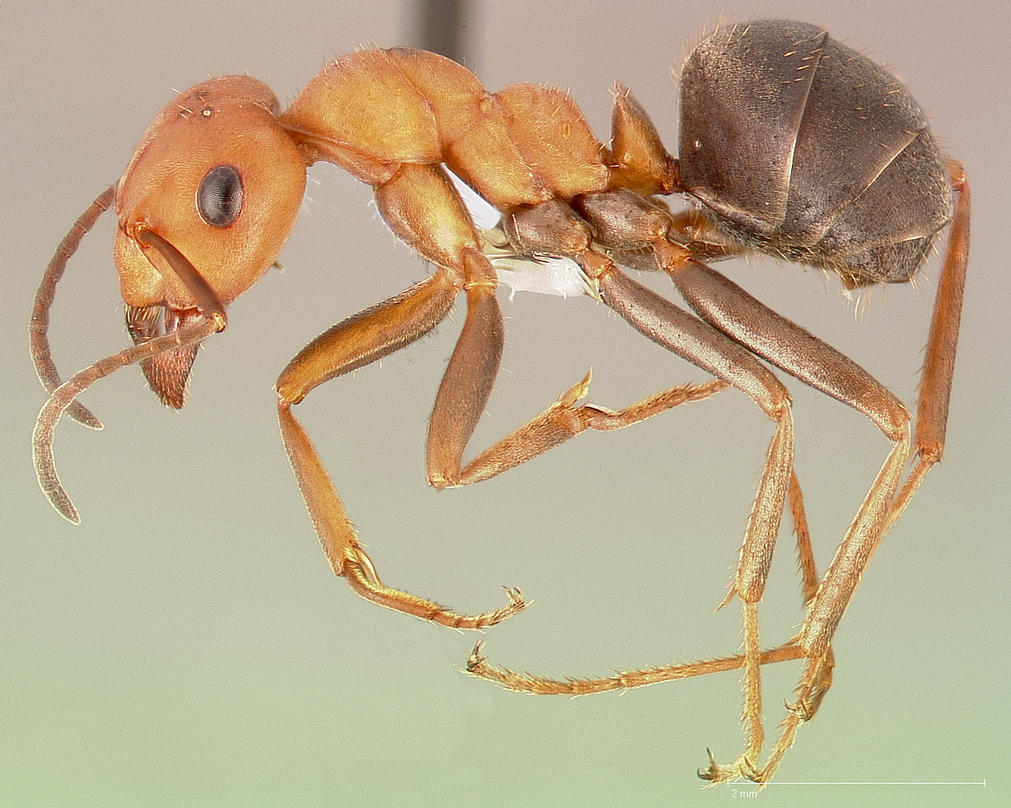